# Pini (île)
Pour les articles homonymes, voir Pini.
Pini est l'une des îles Batu.